# Pace di Fleix
La pace di Fleix (Le Fleix è un paesino francese dell'Aquitania poco distante da Bergerac) fu stipulata nel 1580 ponendo fine alla settima guerra di religione francese (chiamata anche guerra degli amanti), penultima delle otto guerre di religione francesi che costellarono la Francia della seconda metà del XVI secolo.